# Basin and Range National Monument

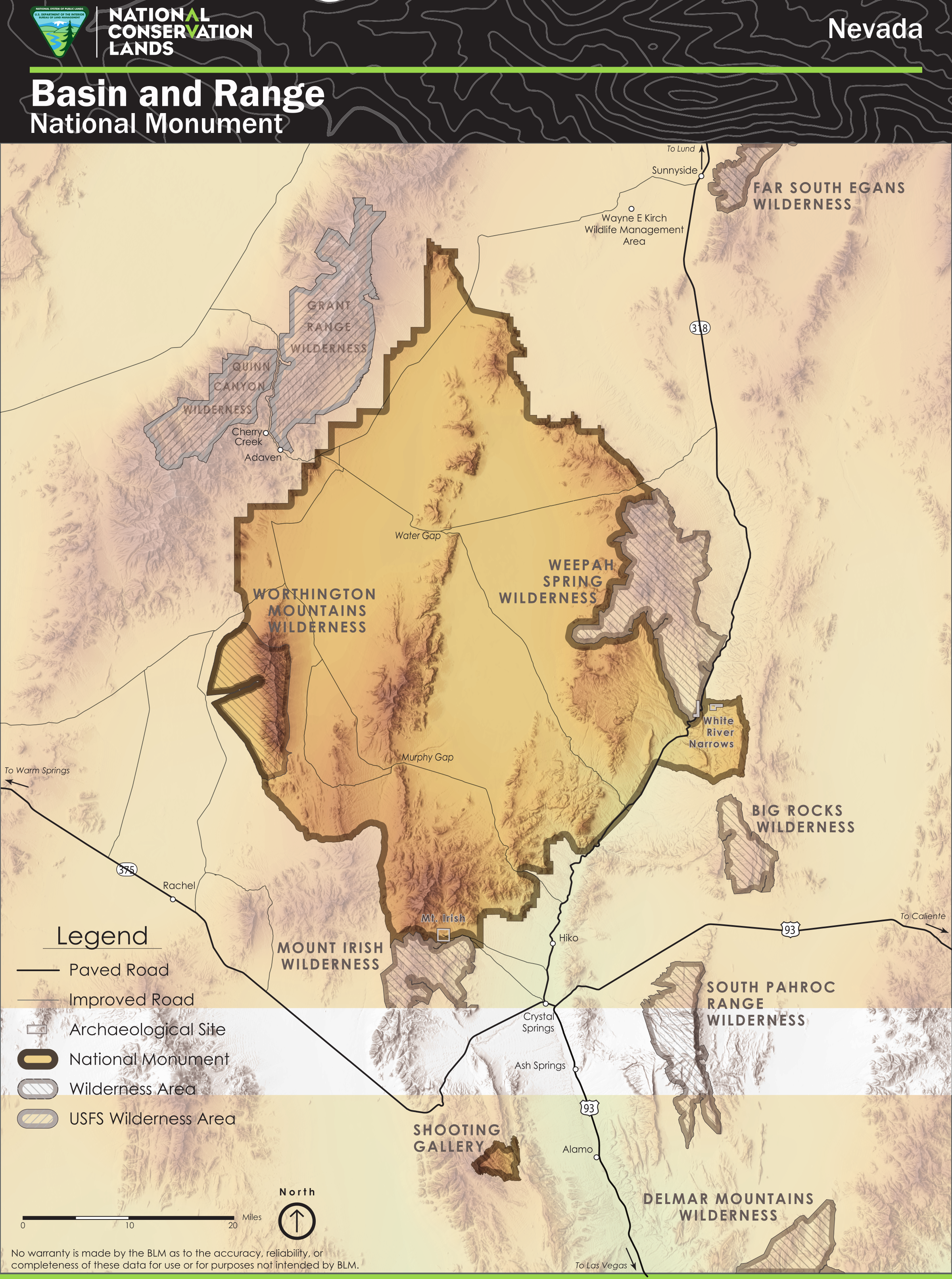
Karte des Gebiets, Stand 2021

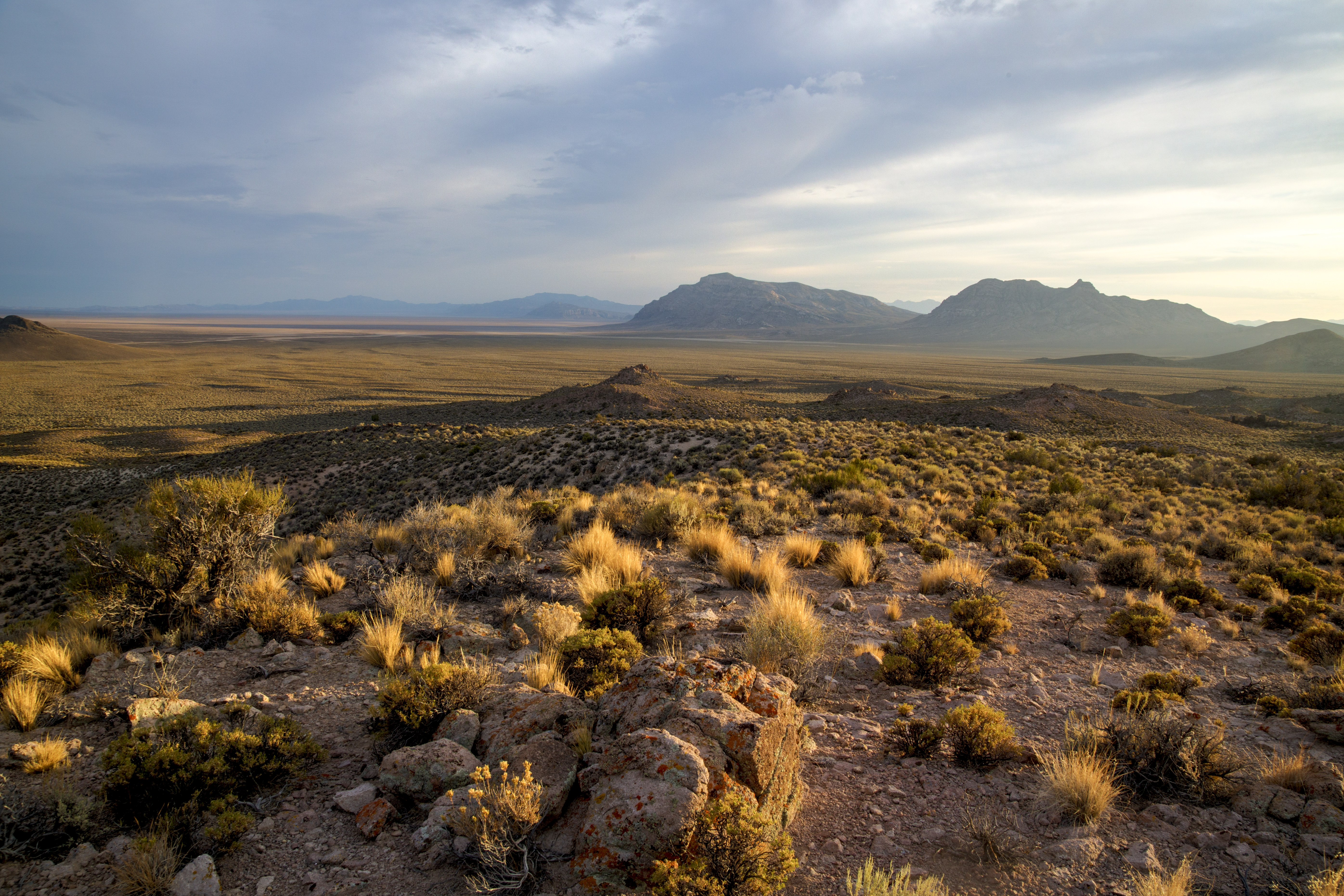
Basin and Range National Monument

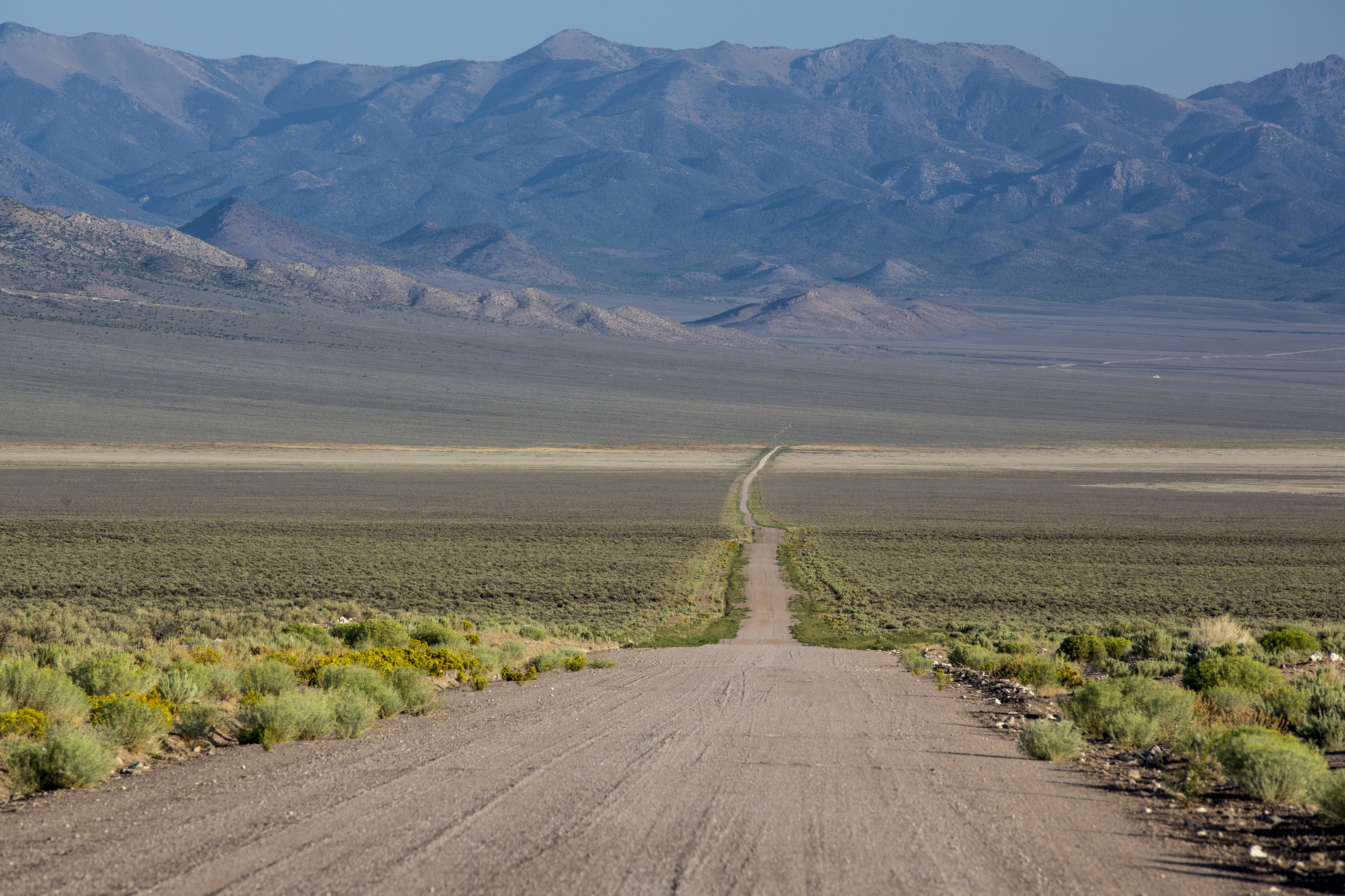
Unbefestigter Weg im National Monument

Das Basin and Range National Monument ist ein US-amerikanisches National Monument im Lincoln County und im Nye County im Südosten Nevadas. Es wurde durch Präsident Barack Obama durch eine Presidential Proclamation am 10. Juli 2015 mit einer Flächengröße von 704.000 Acres (285.000 ha) ausgewiesen. Es besteht aus einer großen Hauptfläche und aus einer kleinen Nebenfläche. Das Schutzgebiet umfasst ein großes, unbebautes und unbesiedeltes Gebiet mit Tälern, Ebenen und Bergen mit großen Felsformationen, einschließlich Feldbögen und Höhlen. Reste vom Bergbauaktivitäten befinden sich im Gebiet. Es ist nur von unbefestigten Straßen durchzogen. Die Ausweisung als National Monument soll das kulturelle, prähistorische und historische Erbe des Gebietes bewahren und seine vielfältigen natürlichen und wissenschaftlichen Ressourcen erhalten. Im Nordwesten grenzt das Schutzgebiet direkt an den Humboldt-Toiyabe National Forest.

## Ausweisung, Verwaltung und Flächenbesitz des National Monuments

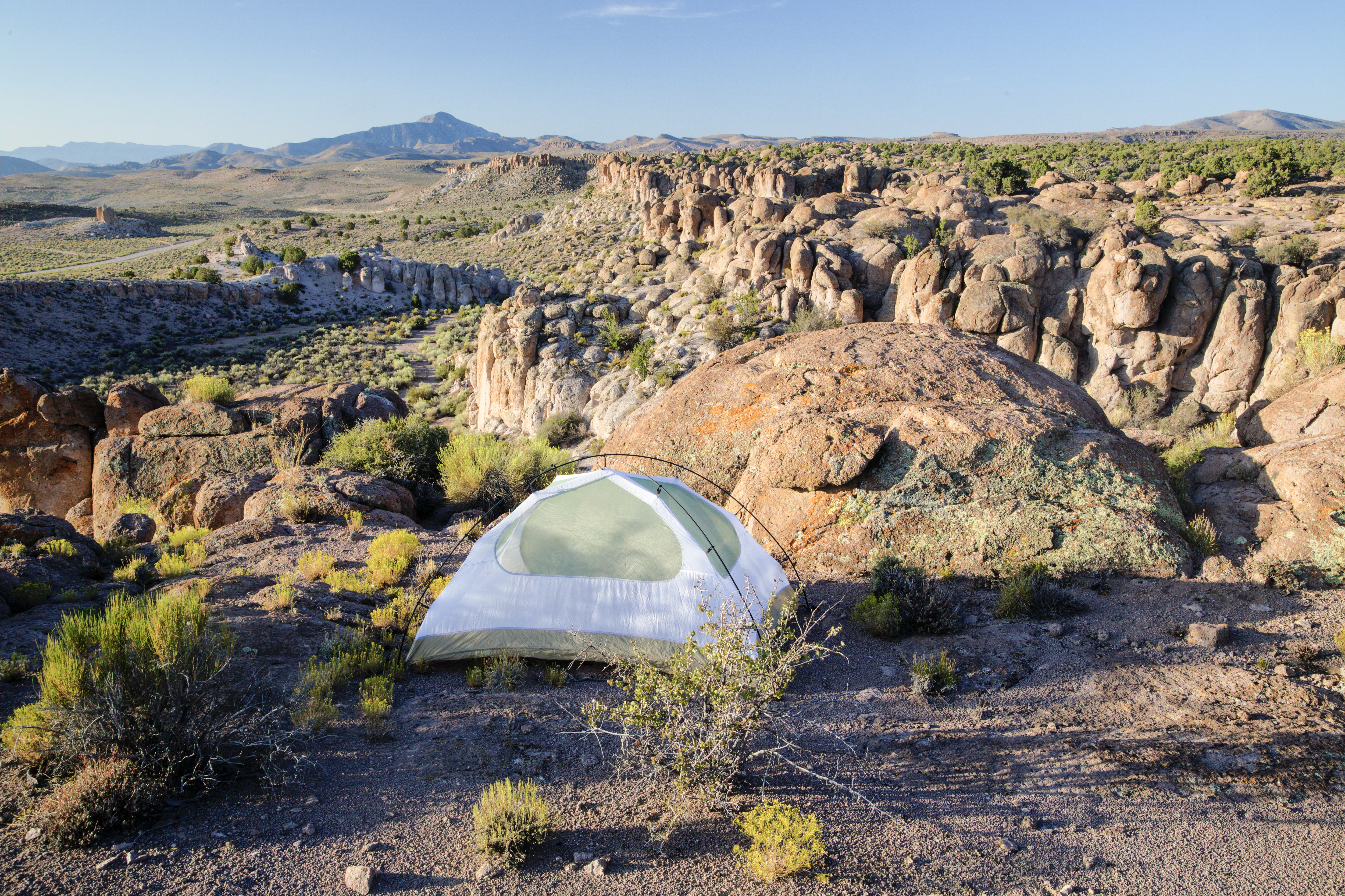
Zelt im National Monument

Bereits vor der Ausweisung als National Monument war ein Teil des Gebietes als Wilderness Area Worthington Mountains Wilderness ausgewiesen. Das Schutzgebiet Worthington Mountains Wilderness bleibt auch nach der Ausweisung des Basin and Range National Monuments unverändert bestehen.
Die Ausweisung des Basin and Range National Monuments wurde von Politikern sehr unterschiedlich beurteilt. Während Politiker der Demokraten wie Harry Reid, Sally Jewell und Dina Titus positiv äußerten, gab es von Republikanern wie Mark Amodei, Joe Heck, Cresent Hardy und Dean Heller Kritik.
Das Basin and Range National Monument steht unter der Verwaltung des Bureau of Land Management (BLM). Die gesamten Flächen befinden sich im Bundesbesitz und wurde bereits vor der Ausweisung vom BLM betreut. Privatgrundstücke innerhalb der Grenzen des National Monumentes sind nicht Teil des Schutzgebietes. Diese Privatgrundstücke können nur Teil des National Monuments werden, sofern sie freiwillig von den Vereinigten Staaten erworben werden können. Erwirbt der Bund Privatgrundstücke innerhalb des National Monument, so werden diese Grundstücke Teil des Schutzgebietes. Die Ausweisung des National Monuments hat keinen Einfluss auf die Rechte von Eigentümern von Grundstücken, welche sich nicht im Eigentum der USA befinden im oder an den Grenzen des Schutzgebietes.
Freizeitaktivitäten wie Klettern, Jagen, Wandern, Mountainbiken und Reiten sind im Gebiet erlaubt. Nur die Worthington Mountains Wilderness ist für alle Freizeitaktivitäten gesperrt. Die Schutzausweisung berührt nicht bestehende Bewilligungen für die Beweidung mit Vieh innerhalb des Gebietes und darf weiterhin fortgeführt werden.
Das Gebiet darf weiter von Militärflugzeugen, darunter auch für Tiefflüge, genutzt werden. Das Militär darf auch Lande- und Absprungzonen ausweisen. Schulungen mit motorisierten Fahrzeugen sind sowohl auf der Straße als auch im Gelände erlaubt. Militärübungen sind erlaubt sofern sie mit der Pflege und dem Gebietsschutz vereinbar sind.

## Tier- und Pflanzenarten

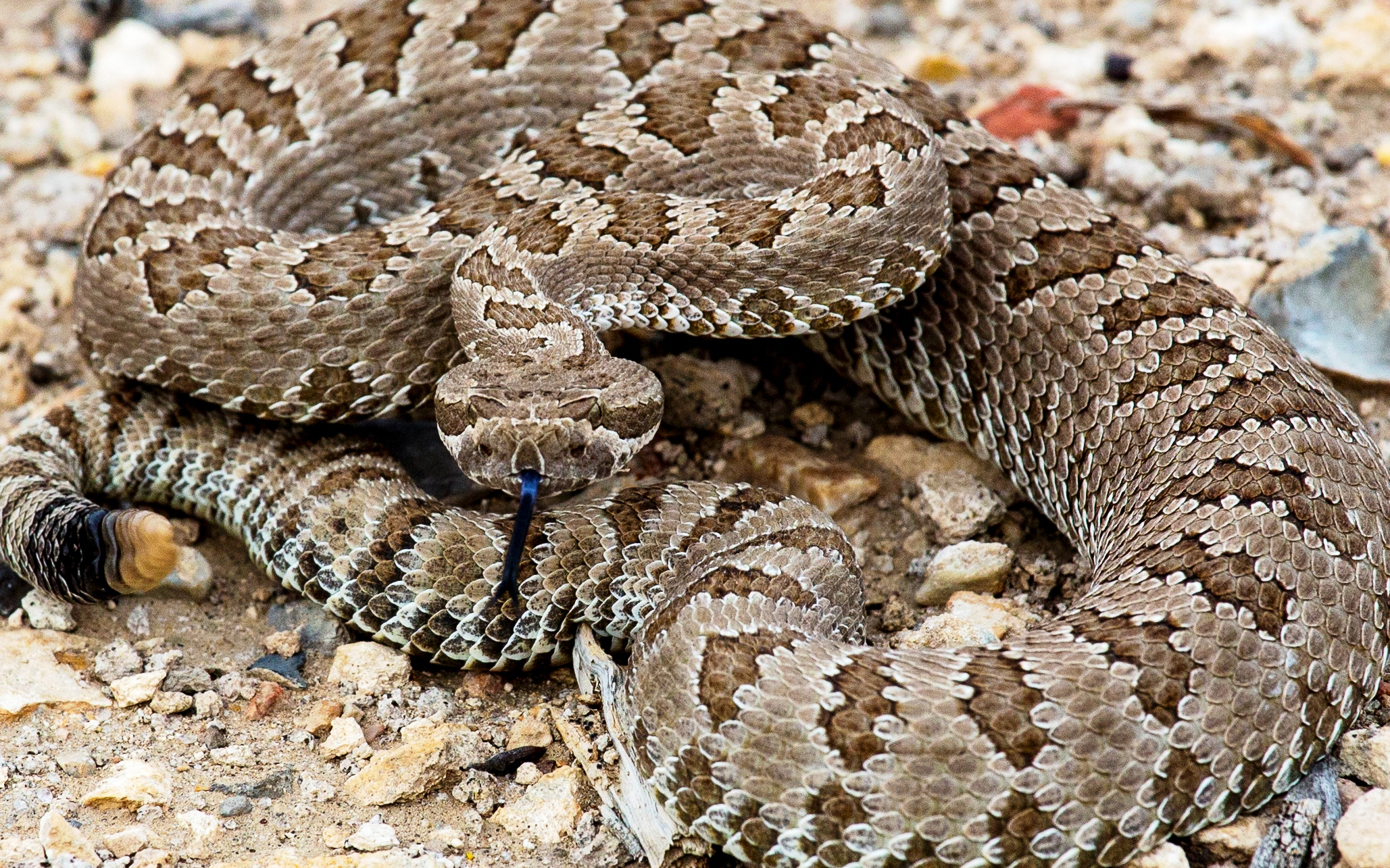
Pazifik-Klapperschlange im Gebiet

Ein Großteil der Fläche wird von Sagebrush Steppe (Salbeisteppe) eingenommen. Im südlichen Teil des Gebietes kommt der Joshua-Tree vor. An den unteren Berghängen finden sich verschiedene Koniferenarten, Amerikanische Zitterpappel und Utah-Wacholder. In höheren Berglagen bis fast 2.700 m gibt es Ponderosa-Kiefern. Bemerkenswert sind einige Pflanzenarten, die in diesem Schutzgebiet endemisch sind.
Unter den Säugetierarten im Gebiet befinden sich Rotluchs, Puma, Gabelbock, Wapiti, Maultierhirsch und Dickhornschaf.
Zahlreichen Eidechsen, Fledermaus- und Schlangenarten sind im Gebiet zu finden. Es kommen die Greifvogelarten Steinadler, Rundschwanzsperber und Königsrauhfußbussard vor. Weitere Vogelarten sind Kaninchenkauz, Chukarhuhn, Helmwachtel, Bergspottdrossel, Nevadaammer, Berghüttensänger, Louisianawürger und Grünschwanz-Grundammer.

## Archäologische Fundstellen

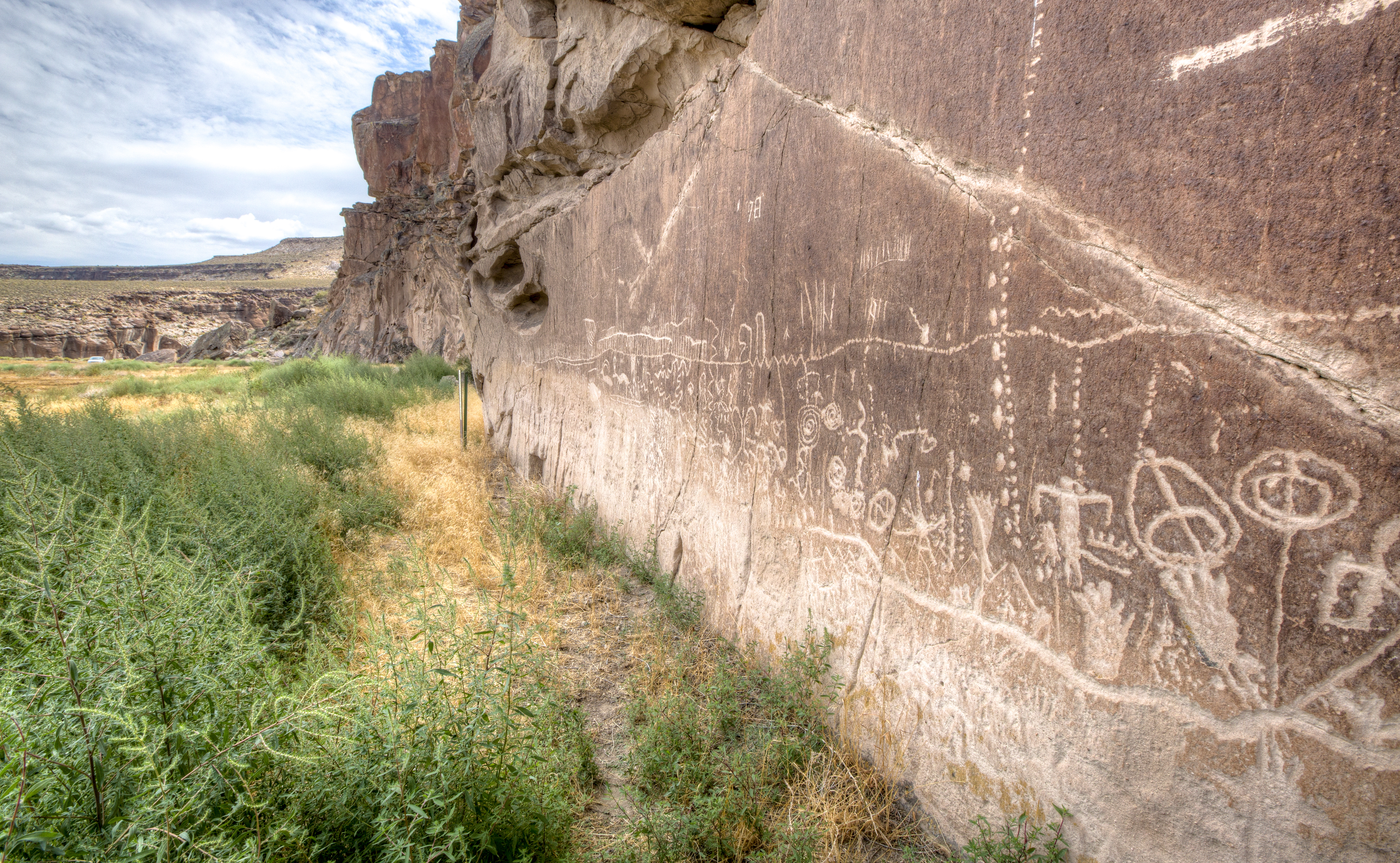
Petroglyphen am Mount Irish

Im Bereich des ausgewiesenen Basin and Range National Monument liegen zahlreiche archäologische Fundstellen. Frühe Indianer haben Petroglyphen auf Felsvorsprüngen am Rande einiger Vorgebirge hinterlassen. Die frühesten Petroglyphen sind 4.000 Jahre alt. Das Petroglyphen-Design umfasst Tiere, Jäger und viele Arten von Formen und abstrakten Figuren. Die Petroglyphen sind an drei Hauptstandorten zu finden, die alle am Rande des Reservats liegen: White River Narrows, Mount Irish und Shooting Gallery. Die Petroglyphen bei White River Narrows sind an manchen Stellen mit Pioniersignaturen aus dem 18. und frühen 19. Jahrhundert gemischt. Es befinden sich aber auch ziemlich viele moderne Graffiti dort, eine Folge des einfachen Zugangs, nahe der asphaltierten Straße.

## Land Art City
Der Künstler Michael Heizer begann 1972 auf einem privaten Grundstück im Garden Valley das Land Art Projekt City. City liegt mitten im National Monument, gehört aber als Privarfläche nicht zum Schutzgebiet.

## Sonstiges

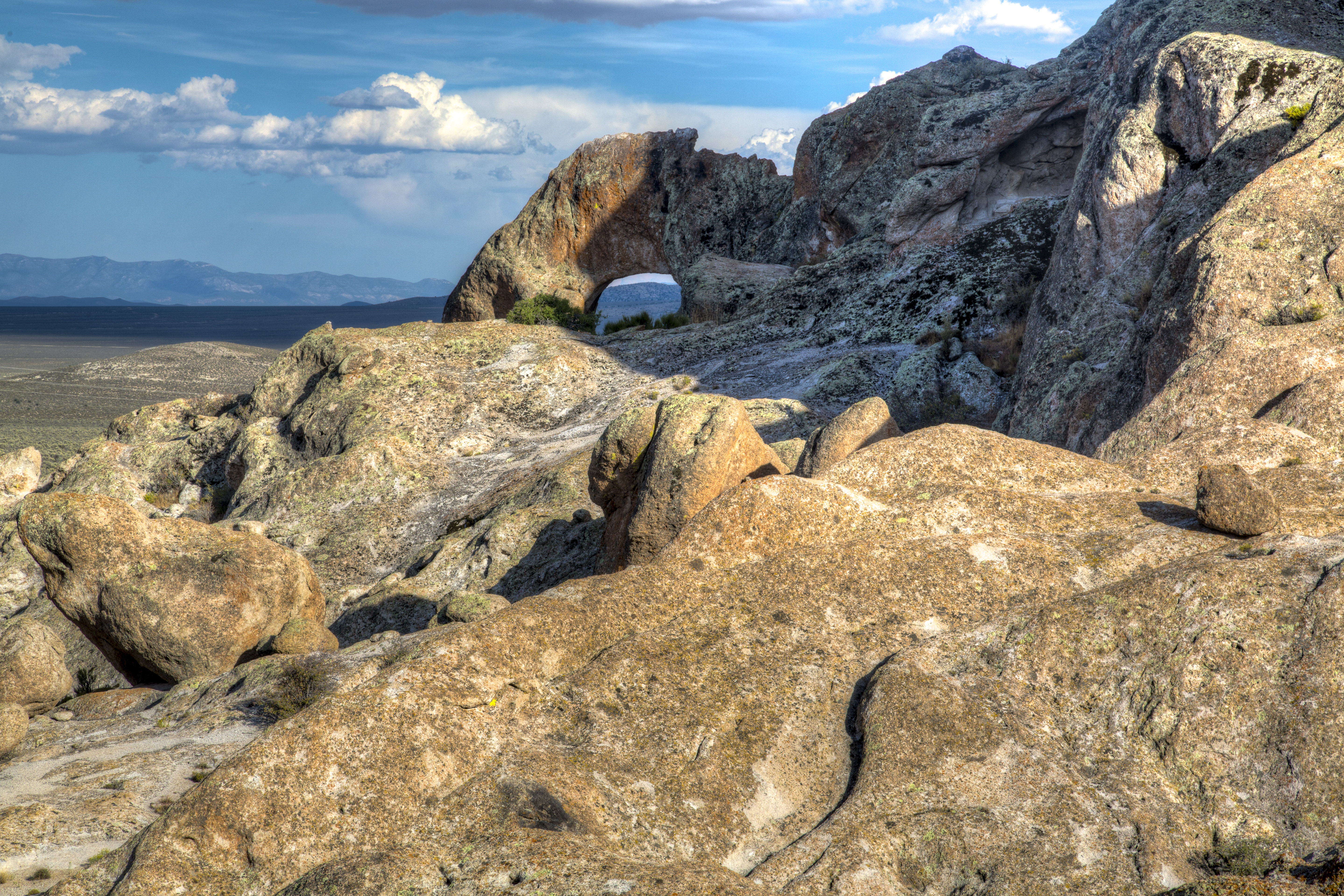
Landschaftsaufnahme

Durch das Gebiet es Basin and Range National Monument sollte eine Bahnstrecke gebaut werden um Atommüll zu einem geplanten Endlager in den Yucca Mountains zu transportieren. Die Ausweisung des Schutzgebietes wurde als Sargnagel für dieses geplante Projekt eingeschätzt.